# 塔爾巴哈台區 (哈薩克斯坦)
塔爾巴哈台區是哈薩克斯坦的行政區，位於該國東部，由東哈薩克斯坦州負責管轄，首府設於阿克蘇阿特，始建於1928年，面積23,700平方公里，2013年人口44,147。